# Осведомитель (фильм, 1935)
«Осведомитель» (англ. The Informer) — фильм-драма режиссёра Джона Форда по одноимённому роману Лиама О’Флаэрти (1924). Премьера состоялась 1 мая 1935 года на борту французского трансатлантического лайнера «Нормандия».

## Сюжет
Действие происходит в Дублине в 1922 году, в разгар войны за независимость Ирландии. Джипо Нолан изгнан из повстанческой организации и голодает. Узнав, что его возлюбленная Кэти вынуждена зарабатывать на панели, он поддаётся искушению и доносит британским властям на своего лучшего друга Фрэнки, члена Ирландской республиканской армии. На полученное вознаграждение (20 фунтов) он собирается уехать в Америку вместе с Кэти. Однако совесть и чувство вины не дают ему покоя…

## В ролях
- Виктор Маклаглен — Джипо Нолан
- Хэзер Эйнджел — Мэри Макфиллип
- Престон Фостер — Дэн Галлахер
- Марго Грэм — Кэти Мэдден
- Уоллес Форд — Фрэнки Макфиллип
- Уна О'Коннор — миссис Макфиллип
- Дж. М. Керриган — Терри
- Джо Сойер — Бартли Малхолланд
- Фрэнсис Форд — «судья» Флинн
- Джек Малхолл — мужчина на поминках (в титрах не указан)

## Награды и номинации
- 1935 — премия Национального совета кинокритиков США за лучший фильм.
- 1935 — приз за лучший сценарий (Дадли Николс) на Венецианском кинофестивале.
- 1936 — 4 премии «Оскар»: лучшая режиссура (Джон Форд), лучший адаптированный сценарий (Дадли Николс), лучшая мужская роль (Виктор Маклаглен), лучшая музыка (Макс Стайнер). Кроме того, лента была номинирована в категориях «лучший фильм» и «лучший монтаж» (Джордж Хайвли).
- 1936 — премии Нью-Йоркского общества кинокритиков за лучший фильм и лучшую режиссуру (Джон Форд).